# Ana Katz
Ana Katz (Buenos Aires, 2 de noviembre de 1975) es una directora y actriz de cine y teatro argentina. Ha ganado premios internacionales con distintos largometrajes como El juego de la silla (2002), Una novia errante (Festival de Cannes 2007) y Los Marziano.  Su película, Mi amiga del parque, fue presentada en el Foro de Coproducción del Festival Internacional de Cine de San Sebastián.
Sueño Florianópolis recibió el Premio de Coproducción INCAA-ANCINE  en 2015.

## Biografía
Se formó en la Universidad del Cine, de donde egresó con el título de Directora Cinematográfica. Durante esos años, dirigió varios cortometrajes, entre ellos, Ojalá corriera viento, el cual participó en diversos festivales internacionales. Estudió actuación en las escuelas de Julio Chávez y Elena Tritek, y participó en varios proyectos teatrales.
En 1998 trabajó como asistente de dirección en la película Mundo grúa, de Pablo Trapero. En el año 2002 terminó su primer largometraje, El juego de la silla, del que fue guionista, directora y actriz. La película obtuvo premios en distintos festivales internacionales, entre ellos una Mención Especial del Jurado en el de San Sebastián. Asimismo dirigió y actuó la versión teatral de El juego de la silla, premiada por el Teatro General San Martín de Buenos Aires.
En 2004 participó como actriz en el largometraje Whisky, dirigido por Pablo Stoll y Juan Pablo Rebella. En 2006 presentó su segundo largometraje, Una novia errante, donde también desempeña el papel protagónico junto a Carlos Portaluppi. La película se exhibió en la sección "Una cierta mirada" del Festival de Cannes. En 2011 estrena Los Marziano, con las actuaciones de Arturo Puig, Guillermo Francella, Mercedes Morán y Rita Cortese.
En 2015 aparece en la película española Kiki, el amor se hace, dirigida por Paco León, y en 2016 forma parte del elenco en la coproducción uruguayo-argentina El candidato.
En 2016 participó de la comedia de situación Loco por vos, de Telefe.

## Filmografía
Actriz
- Merengue (cortometraje 1995)
- Pantera (cortometraje 1998)
- Ojalá corriera viento (cortometraje 1999)
- El juego de la silla (2002)
- Whisky (2004)
- Despedida (cortometraje 2003)
- El fotógrafo (cortometraje 2005)
- Una novia errante (2006)
- Lengua materna (2010)
- Los Marziano (2011)
- Por un tiempo (2013)
- El crítico (2014)
- Que Fica (cortometraje 2014)
- Mi amiga del parque (2015)
- Hijos nuestros (2015=
- El candidato (2016)
- Clara (cortometraje 2016)
- Kiki, el amor se hace (2016)
- Joel (2018)
- Sueño Florianópolis (2018)
- El cuaderno de Tomy (2020)
- La muerte de un perro (2020)
- El maestro (2020)
- Bigli (2021)
- La estrella roja (2021)
- Fabián canta (cortometraje 2021)

Directora
- Merengue (cortometraje 1995)
- Pantera (cortometraje 1998)
- Ojalá corriera viento (cortometraje 1999)
- El juego de la silla (2002)
- El fotógrafo (cortometraje 2005)
- Una novia errante (2006)
- Los Marziano (2011)
- Mi amiga del parque (2015)
- Sueño Florianópolis (2018)
- El perro que no calla (2020)

Guionista
- Merengue (cortometraje 1995)
- Pantera (cortometraje 1998)
- Ojalá corriera viento (cortometraje 1999)
- El juego de la silla (2002)
- El fotógrafo (cortometraje 2005)
- Una novia errante (2006)
- Los Marziano (2011)
- Mi amiga del parque (2015)
- Sueño Florianópolis (2018)
- El perro que no calla (2020)

Productora
- El juego de la silla (2002)
- Mi amiga del parque (2015)
- Sueño Florianópolis (2018)
- El perro que no calla (2020)

Asistente de dirección
- Perrito (cortometraje 1999)
- Brisa fresca en el infierno (cortometraje 1995)

Editora
- Pantera (cortometraje 1998)

## Premios y distinciones
Festival Internacional de Cine de San Sebastián
| Año  | Categoría                                 | Película             | Resultado |
| ---- | ----------------------------------------- | -------------------- | --------- |
| 2002 | Premio Made in Spanish - Mención especial | El juego de la silla | Ganadora  |
| 2006 | Premios Cine en Construcción              | Una novia errante    | Ganadora  |

Premios Konex
| Año  | Categoría         | Resultado |
| ---- | ----------------- | --------- |
| 2021 | Directora de cine | Ganador   |